# Goin Places (musikalbum)
Goin' Places är ett musikalbum av The Jacksons. Låten "Goin' Places" och "Even Though You're Gone" blev mindre hitar.

## Låtlista
1. "Music's Takin Over" (Carstarphen/McFadden/Whitehead)
2. "Goin' Places" (Gamble/Huff)
3. "Different Kind of Lady" (The Jacksons)
4. "Even Though You're Gone" (Gamble/Huff)
5. "Jump For Joy" (Biggs/Wansel)
6. "Heaven Knows I Love You, Girl" (Gamble/Huff)
7. "Man Of War" (Gamble/Huff)
8. "Do What You Wanna" (The Jacksons)
9. "Find Me a Girl" (Gamble/Huff)